# Crocallis atlantica
Crocallis atlantica là một loài bướm đêm trong họ Geometridae.